# Плуване
Плуването е начин на придвижване във водата посредством движение на тялото.
Усвоимо е от човека и повечето животни. Освен прекрасен начин за поддържане на физическа форма и активност, плуването е и спортна дисциплина.
То е сред спортовете на първите модерни олимпийски игри в Атина през 1896 г. Международната федерация по плуване [FINA] е основана в Лондон през 1908 г.
Днес плуването е вторият по популярност индивидуален спорт в света. Според някои експерти в далечното бъдеще плуването ще стане спорт № 1 на планетата. Умението да плуват помага значително на хората да практикуват много други дейности и спортове като водни ски, водна топка, риболов или гребане.
Плуването може да се извършва в специални плувни басейни – например с олимпийски размери 50 на 25 m (наричан още олимпийски) или 25 на 12,5 m (полуолимпийски), както и в открити води – езеро, река, море или океан.
Водата в открити водни басейни може да бъде много опасно място за хора, които не умеят да плуват, особено ако е студена, има приливи и отливи или вълни, но най-опасно е т.нар. мъртво течение.
В много страни бебетата са обучавани да плуват почти веднага след раждането си, с което се предотвратява страхът от водата в по-късна възраст.

## История на плуването
Плуването е много стар спорт. Най-ранните доказателства са на скални рисунки отпреди 6000 г. Първите писмени доказателства са отпреди 2000 години. Гилгамеш, Илиадата и Одисеята са други източници, по които се съди за плуването като физическо занимание от дълбока древност.
Древните гърци не включват плуването в олимпийските игри, но го практикуват и често строят басейни в баните си. В Япония около 36 г. пр.н.е. се провеждат състезания по плуване между самураите, които са първите известни състезания по този спорт.
По време на Средновековието сред изискванията към рицарите е да могат да плуват, но това занимание постепенно запада, след като обществото става по-консервативно.
Първата национална плувна организация е създадена в Япония през 1603 г. Първият справочник по плуване „Изкуството на плуването“ (The Art of Swimming) е написан във Франция през 1696 г. Тази книга е преведена и на английски и се ползва много дълго време. Първият немски плувен клуб е създаден в Берлин през 1837 г.
През 1844 г. в Лондон се провежда състезание по плуване, в което участват и индианци. Докато всички останали плуват бруст, индианците плуват в стил, подобен на днешния свободен стил, който е значително по-бърз, и печелят лесно. При описанието на този стил се казва, че ръцете им се движат като вятърна мелница, а краката – нагоре и надолу.
Първият закрит плувен басейн е открит в Англия през 1862 г. Капитан Матю Уеб е първият човек, преплувал Ла Манша през 1875 г. Дължината от 34,21 km той преплува за 21 часа и 45 минути. В продължение на 31 г. след това никой друг не опитва да направи същото.
Плуването е сред олимпийските спортове на първите модерни олимпийски игри през 1896 г., но по онова време е открит само за мъже, които се състезават в 4 различни дисциплини. На жените е разрешено да се състезават едва на олимпийските игри в Стокхолм през 1912 г.
Джони Вайсмюлер (2 юни 1904 – 20 януари 1984) слага началото на нова златна ера в историята на плуването. Той е американски плувец и първият, преплувал 100 метра под 1 минута. Печели 5 златни олимпийски медала и 1 бронзов. Поставя 67 световни рекорда. След като приключва състезателната си кариера, става актьор, като играе ролята на Тарзан в 12 филма. Негово дело е известният характерен вик на Тарзан.
През 1928 г. за първи път се използва подводна фотография, за да се изследват движенията на спортистите. Различните стилове в плуването еволюират и се променят няколко пъти. През 1972 г. на олимпийските игри в Мюнхен Марк Шпиц поставя своеобразен рекорд. Той печели 7 златни медала със 7 световни рекорда. Майкъл Фелпс през 2004 г. е спортистът, който се доближава до този рекорд с 6 златни и 2 бронзови. На олимпийските игри в Пекин обаче през 2008 г. Майкъл печели 8 златни медали със 7 световни рекорда, като по този начин подобрява рекорда на Шпиц. Той също така държи рекорда по най-много златни олимпийски медала – 23, както и по най-голям брой олимпийски медала – 28.

### Спортно плуване в България
За началото на спортното плуване в България има 2 основни тези. Първата (по-разпространена и официално приета) е, че то е родено на 28 септември 1931 г., когато в София на басейн „Дианабад“ се провеждат Балкански игри по плуване с участието на България и Гърция. Втората теза (по-слабо известна) сочи датата 18 май 1923 г., когато във Варна е учреден Български народен морски сговор (БНМС) – организацията, първа ръководила и администрирала плувния спорт в тогавашна България. Датата 18 май 1923 г. привлича все повече поддръжници. През 2008 година за първи път 18 май е честван във Варна. Основният недостатък на датата 28 септември 1931 г. е, че тя не е свързана с общобългарска плувна проява, докато 18 май 1923 е. Експерти предполагат, че датата 18 май 1923 година в крайна сметка ще надделее.
За историята на плуването в България има издадени няколко книги и десетки статии. Най-авторитетните познавачи и историци са доц. д-р Миролюб Кутинчев, Христофор Панайотов, доц. д-р Христо Константинов и д-р Иван Цанов.
Най-известните журналисти, които пишат за плуване в България са Николай Г. Кръстев (в. Дневен Труд), Василен Димитров и Иван Цанов (Първи български плувен сайт). В миналото най-запалените по плуването журналисти са били Александър Бойнов и Иво Палийски. Най-популярният плувен статистик е Румен Атанасов от Пловдив. Най-популярната плувна медия е Първи български плувен сайт с около 24 500 импресии дневно – собственост на Асоциацията на българските плувци, създаден на 8 юни 2002 г.. Богат снимков материал от актуални състезания за плуване в България и странство се публикува на сайта собственост на Евгени Цеков.
С големи научни приноси е доц. д-р Тодор Рачев. Плувни легенди са още: Емануил Атанасов (Емата) от София, Максим Станишев от София, Атанас Гинчев (Буби) от София, Стефан Попов-Замората от София, Алекси Алексиев-Папата от Варна, Милко Рачев-Бати Милко от Варна и Антон Митров-бате Тони от Велинград.
Най-известната българска плувкиня е Таня Богомилова (олимпийска шампионка от Сеул 1988 г.), а най-известният български плувец е Петър Стойчев (десеткратен носител на Световната купа на ФИНА по плувен маратон). Други много известни български плувци са Антоанета Френкева (Смолян), Соня Дангалакова (Пазарджик), Мария Николова (Варна), Жанет Славчева (София), Юлиян Русев (Варна), Стефан Георгиев (Пловдив), Георги Михалев (Бургас), Денислав Калчев (Силистра) и Михаил Александров (България-САЩ).
Към октомври 2012 г. със състезателно плуване в България се занимават около 3250 души (картотекирани в БФПС), а хората, които могат да плуват и се интересуват от спортно плуване в България са около половин милион. Най-добрите български плувни клубове според класирането по точки за купа „България“ за 2009 г. са: ЖПК Младост'91 (Пловдив), Ирис (Русе), НСА (София), Бриз (Бургас), Вихрен (Сандански), София'21 (София), Лято-Връбница (София), Черно море – Армеец (Варна), Левски (София), Албатрос 2001 (Варна), Торпедо (Варна). Най-добре развито е спортното плуване в София, Пловдив, Варна, Бургас, Русе, Сандански и Велинград.
Председател на Управителния съвет на Българска федерация плувни спортове е Георги Аврамчев, а генерален секретар е Таня Богомилова-Дангалакова. Мениджър-селекционер на националния отбор е Георги Дангалаков. БФПС членува в ЛЕН (Европейска лига по плуване) и ФИНА (Световна федерация по плуване за аматьори).
На 3 април 2008 г. в София е основана Асоциация на българските плувци. За председател е избран Николай Г. Кръстев, а за генерален секретар Иван Цанов. На 17 март 2010 г. Асоциацията на българските плувци с подкрепата на Българска федерация плувни спортове и Българска федерация водна топка издаде първи брой на списание „Плуване & Водна топка“
Никой не знае (дори държавните и статистическите структури) точният брой на плувните басейни за спортно плуване в България (25 и 50-метрови), но се предполага, че са над 300. На изискванията на международните стандрати отговорят обаче само няколко от тях. Най-легендарните басейни в България за спортно плуване са пет – басейн „Диана бад“ в София (50-метров открит басейн – построен 1931 г.), басейн „Спартак“ в София (50-метров покрит басейн – построен 1968 г.), басейн „Спортна палата“ в София (25-метров покрит басейн), в Пловдив (25-метров покрит басейн „Младост“ – построен 1973 г.) и във Варна (плувен комплекс „Приморски“ с два открити 50-метрови басейни – „Юлиян Русев“ (за плуване) и „Алекси Алексиев“ (за скокове и водна топка) – построен 1964 г., основно ремонтиран през 2008 г.).

## Техника на плуването

### При животните
Освен водните животни, много други видове животни също плуват. Повечето породи кучета са много добри плувци. Известно е, че котките мразят водата, но всъщност възрастните котки могат да плуват. Към категорията на плувците спадат и конете, лосовете и слоновете, които могат да преплуват дълги разстояния, дори в дълбоки води. И питомните, и дивите зайци могат да плуват. Морските свинчета и мишките имат много добри качества на плувци. Животните обикновено плуват като ритат с крака във водата. Мишките използват опашката си за навигация.
Съществуват водни змии, които прекарват целия си живот във водата, но дори змиите, които са сухоземни, плуват много добре. Тъй като нямат крака, змиите плуват с извиване на цялото си тяло.

### При човека
За човека не е особено трудно да се задържи над водата. Хората, които имат ниско количество мазнини и висок център на тежестта, са по-затруднени със задържането на повърхността на водата. Поради тази причина, значително по-улеснено е плуването в морските водни басейни (поради тяхната соленост), отколкото в езера и басейни, където водата е сладководна. Плуването при човека изисква движения и на четирите крайника. Причината за голям процент от броя на удавените се дължи на паника. Състезателното плуване се появява в края на 19 век и постепенно се оформят 4 стила на плуване и 18 състезателни дисциплини при жените и мъжете (общо 36).

### Стилове в плуването
| Стил                                   | Снимка | Описание |
| -------------------------------------- | ------ | --- |
| Свободен стил, наричан също така кроул |        | Оптималният стил в отношение изтощителност и скорост. Плува се на корем, като движението на ръцете и краката е в плоскост перпендикулярна на тази на водата. Ръцете и краката се движат последователно, а не едновременно. Ръцете извършват кръгови движения, а краката – надолу-нагоре. Има 3 вида дишане – вдишване на 1 цикъл с ръцете (само на лява или дясна ръка), на цикъл и половина и от 50 до 100 метра без поемане на въздух който се ползва от професионални спринтьори на къси разстояния с цел избягване на съпротивлението при показването на главата. Повечето от плувците предпочитат да плуват кроул. Дистанциите са 50 m, 100 m, 200 m, 400 m, 800 m и 1500 m. |
| Бруст                                  |        | Най-популярният стил в плуването. Плува се по корем, при което ръцете и краката изпълняват симетрични кръгови движения в плоскост, паралелна на повърхността на водата, движенията на краката и ръцете наподобяват жабите. Той е труден състезателен стил, защото е най-бавният от четирите официални състезателни плувни стила и изисква повече енергия когато се плува със скорост. Дистанциите са 50 m, 100 m и 200 m. |
| Гръб                                   |        | Наподобява кроул, като разликите са, че се плува на гръб и стартът става от водата, а не извън нея. Той е третият по скорост стил и единственият, който се плува на гръб. Основните индивидуални дистанции са 50 m, 100 m и 200 m. |
| Бътерфлай (наричан и делфин)           |        | Бътерфлаят е най-изтощителният стил от посочените. При него се изисква движенията на плувеца да са билатерално симетрични (лявата страна на тялото му да прави същото като дясната). Плува се на корем и дистанциите са 50 m, 100 m и 200 m. |

## Дисциплини в състезателното плуване
Състезателното плуване става популярно през 19 век и е част от Летните Олимпийски игри.
Освен тях има и още няколко плувни дисциплини:
- Щафетно плуване свободен стил, където обикновено се плува кроул и дистанциите са 4×50, 4×100 и 4×200 метра
- Съчетано плуване, където един плувец плува бътерфлай, гръб, бруст и свободен стил в този ред.
- Смесена щафета, където четиримата плувци, плуват гръб, бруст, бътерфлай и свободен стил в тази последователност. Дистанциите са 4×50 m и 4×100 m.
- Нормалните дистанции в индивидуални дисциплини са 50, 100, 200, 400, 800 и 1500 метра свободен стил; 50 и 100 и 200 метра гръб, бруст и бътерфлай.

## Екипировка
Основната екипировка на плувците се състои от плувна шапка, очила за плуване и бански костюм.
Плувната шапка се изработва от силикон, ликра или латекс. Тя се носи по няколко причини – предпазва косата от вредното влияние на хлора, запазва я сравнително суха и намалява триенето с водата.
Плувните очила, освен че осигуряват нормално виждане под вода, предпазват очите от вредни за тях вещества – като солта в морето и океана или хлора в басейните.
В състезателното плуване банският костюм претърпява много промени, напоследък навлизат съвършено нови технологии в изработката. Използва се продукта LZR Racer, разработка на НАСА, който първоначално е бил предназначен за астронавтите. Спидо успява да приспособи този материал за изработка на костюми за плувци. Материалът представлява високоеластичен найлон в съчетание с полиуретан. Няма шевове. Покрива цялото тяло (както при жените, така и при мъжете). Този бански за пръв път е разрешен за ползване на Олимпийските игри в Пекин през 2008 година. Той намалява значително триенето във водата, а това че е тънък, лек и еластичен позволява на мускулите да дишат.